# Raus Stenkärlsfabrik
Raus Stenkärlsfabrik är en keramikverkstad i Helsingborg.

## Historia
Raus Stenkärlsfabrik startade år 1911 av Ludvig Alfred Johnsson (omkring 1870 - 1946), som arbetat på en lerkärlsfabrik i USA och återvänt till Sverige 1897 och arbetat tio år därefter på Helsingborgs Stenkärlsfabrik. År 1954 köps fabriken av ett konsortium drejare med Hugo Anderberg (död 1992) i spetsen, som drev verksamheten till 1988. Mellan 1989 och 2002 ägdes den av drejarna Lars Andersson och Eva Isaksson. 

## Företaget idag
Sedan 2003 ägs och drivs verksamheten av Yoshio Nakajima och hans son Anders Nakajima.
Lera tas från trakten av Vallåkra. Tillverkningen sker hantverksmässigt efter samma metodik som vid företagets grundande: kärlen drejas för hand och bränning sker i koleldade ugnar under tre dygn, glaseras med salt och lämnas att svalna en vecka.